# Іні (фараон)
Іні — давньоєгипетський фараон, останній правитель XXIII династії.